# YTN PLUS
YTN PLUS(한국어: 와이티엔 플러스)은 YTN의 YTN 및 계열매체의 콘텐츠를 디지털화하여 국내 주요 포털사이트와 모바일 등 다양한 뉴미디어를 통해 영상 콘텐츠를 실시간 제공 및 유통.

## 연혁
- 2003년 4월 1일 - Digital YTN(현 YTN PLUS) 설립
- 2004년 4월 1일 - YTN 모회사로 흡수합병